# Charbhuja
Charbhuja és un llogaret del Rajasthan, districte de Rajsamand a 103 km al nord d'Udaipur (Rajasthan) i 38 km al nord de Rajsamand i a uns 5 km de Seventri. El llogaret on es troba es deia Badri però va agafar el nom de Charbhuja per una deïtat. El Temple de Charbhuja dedicat a aquesta deïtat, és un antic temple que es troba al costat de la carretera que porta a Jodhpur; l'ídol del temple és Badrinath. Milers de pelegrins van a aquest lloc per rebre el favor de la deïtat Charbhuja Nath i s'hi celebra anualment una fira.